# Grande Mesquita de Jené

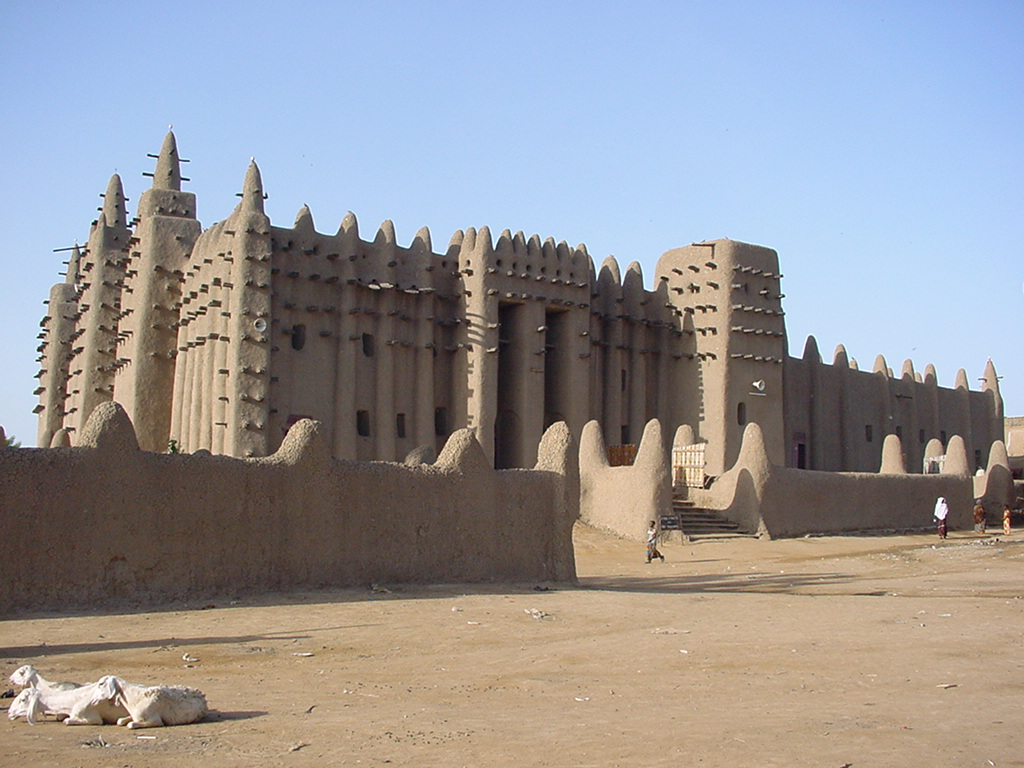
Grande Mesquita de Jené

A Grande Mesquita de Jené (em francês: Djenné) (em francês:  Grande mosquée de Djenné, em árabe: الجامع الكبير في جينيه) é o maior edifício em adobe do mundo, e é considerada por muitos arquitetos como a maior realização do estilo Sudano-Saheliano, embora tenha muitas influências islâmicas. Localiza-se na cidade de Jené, no Mali, a qual foi declarada como patrimônio mundial pela Unesco em 1988.
A mesquita original foi construída por volta de 1280 por Coi Comboro, o 26.º da rei de Jené, no lugar do seu antigo palácio. No final do século XIX, no entanto, à medida que o número de crentes diminuía a mesquita foi caindo em ruínas. A mesquita foi reconstruída com o seu aspecto original em 1906. Apesar de não haver nenhum documento relatando o aspecto da mesquita, através dos relatos de anciães foram iniciados os trabalhos na mesquita. A construção terminou no ano seguinte.
A mesquita tem muros espessos, nos quais estão enterrados pedaços de madeira de palma, e três torres com perto de 20 metros de altura, e robustos pilares pontiagudos inteiramente feitos de terra seca. Este material é denominado adobe e é fabricado com argila misturada com palha picada, excremento bovino, e, por vezes, manteiga de karité. Uma vez erguida, a parede é coberta com um revisto também de adobe.
A mesquita é danificada todos os anos pelas chuvas que ocorrem de Julho a Outubro, que levam uma parte do revestimento da mesquita, obrigando à manutenção regular do monumento.  A esta manutenção dá-se o nome de "rebocadura" e tem lugar na estação seca, dando origem a uma grande festa. As mulheres trazem a água, os homens amassam o adobe com os pés e entregam-no aos pedreiros, que se empoleiram nas escadas para estendê-lo nas paredes. Os pedreiros mais velhos verificam a qualidade do trabalho.